# Băsești
Băsești (in ungherese Szilágyillésfalva) è un comune della Romania di 1 559 abitanti, ubicato nel distretto di Maramureș, nella regione storica della Transilvania. 
Il comune è formato dall'unione di 4 villaggi: Băsești, Odești, Săliște, Stremț.
Băsești ha dato i natali a:
- Gheorghe Pop de Băsești (1835-1919), uomo politico, presidente del Partito Nazionale Romeno di Transilvania e Ungheria
- Decebal Traian Remeș (1949-2020), economista e uomo politico, ex Ministro delle Finanze (1998-2000) e dell'Agricoltura (2007)